# Venaambakaia
Venaambakaia (Venambakaiia), jedno od plemena Central Pomo Indijanaca, porodica Kulanapan, koji su u prošlosti živjeli u blizini ruskog naselja Ross u kalifornijskom okrugu Sonoma. Njihovo ime danas je jedno od alternativnih naziva jezika centralni (središnji) pomo.